# Alberto Radi
Alberto Giovanni Vittorio Radi (* 10. Dezember 1919 in Murano; † 13. Juli 1989 in Venedig) war ein italienischer Steuermann im Rudern, der 1948 die olympische Silbermedaille im Zweier mit Steuermann gewann.

## Sportliche Karriere
1947 gewannen Giovanni Steffè und Aldo Tarlao von C. C. Libertas in Koper zusammen mit Steuermann Alvino Grio die Silbermedaille im Zweier mit Steuermann bei den Europameisterschaften 1947 in Luzern.
Bei der olympischen Ruderregatta 1948 auf der Themse bei Henley traten jeweils maximal drei Boote gegeneinander an. Im zweiten Vorlauf siegten Aldo Tarlao und Giovanni Steffè mit Steuermann Alberto Radi vor den Dänen Finn Pedersen, Tage Henriksen und Carl-Ebbe Andersen sowie den Ungarn Béla Zsitnik, Antal Szendey und Robert Zimonyi. Über die Hoffnungsläufe und das Halbfinale ergab sich, dass genau diese drei Boote auch im Finale aufeinander trafen. Im Endlauf siegten die Dänen vor den Italienern und den Ungarn.